# La condesa de Casa Rojas
La condesa de Casa Rojas es un cuadro de Julio Romero de Torres. La obra, pintada por el artista en el año 1905, es un retrato de Victoria Rosado y Sánchez-Pastor.
El pintor conoció a la retratada, Victoria Rosado, en un balneario de Granada cuando la joven tenía 17 años. Según narró Teresa Jiménez, nieta de la misma quién heredó la obra, cuando Julio Romero de Torres conoció a su abuela le pidió un retrato que posteriormente le regaló. En junio de 2019, Teresa Jiménez Aladren donó la obra al Museo Julio Romero de Torres donde se conserva actualmente.
Este lienzo, de 50 cm de alto por 40 de ancho, muestra los inicios del estilo pictórico con el cual el pintor alcanzó la fama, que contrasta con el estilo luminista utilizado por el artista en los años previos.